# 私
私（し、わたくし）は、仕事場などの社会的集団の中における人間の属性と対比して、一個人としての属性を示すときに用いられる言葉である。
この意味における反対語は公（こう、おおやけ）である。例えば、「私用」は仕事に関係のない行動や物品を指し、「公用」はもっぱら仕事上の行動や仕事に用いる物品を指す。

## 私と公
「私」と「公」を区別することが重要であるとされることがしばしばある。例えば、百科事典などの広く公開されている文書に私人の詳細な情報を記載することは一般的にはすべき事ではないとされるが、公人についてはある程度詳細な記述が求められることがある。
ただし、何をもって私と公を分別すべきか、私と公の二極に分別するのが適当であるかについては常に意見が分かれるところである。特に著名人に於いてはその立場が私なのか公なのかでしばしば論争が起こる。
近年、日本の内閣総理大臣が靖国神社を参拝することが、個人的な感情・見解を表明するに過ぎない私人としての行動であるのか、日本国政府を代表する公人としての行動であるのかについて論争がある。また、芸能人のプライバシーはどこまで公開されても良いのかという議論に於いても「どこまでが私的なことでどこまでが公的な事なのか」が論点になっている。

## 哲学上の私
哲学において私とは、全ての事物を意識するその始まりである。これにより、物事は一歩を歩み始める。対象を認識する前に、その対象を意識したそれが、私である。

## 漢文上の私
漢文においては「私に(ひそかに)」と読み「こっそりと」や「他人に知られないように」という意味がある。